# 貝永 (內布拉斯加州)
貝永（英語：Bayonne）是位於美國內布拉斯加州切里縣的鬼鎮。

## 歷史
貝永的郵局於1914年設立，其後於1934年停運。

## 地理
貝永所處的海拔為高於海平面1072米（即3517英呎），而該地所採用的時區為UTC-7，即北美山地时区（MST）。同時該地設有夏令時間，為UTC-7調快一小時，即UTC-6（MDT）。